# NGC 955
NGC 955 (również PGC 9549 lub UGC 1986) – galaktyka spiralna (Sab), znajdująca się w gwiazdozbiorze Wieloryba. Odkrył ją William Herschel 6 stycznia 1785 roku.